# Temnocinclis
Temnocinclis is een geslacht van weekdieren uit de klasse van de Gastropoda (slakken).

## Soort
- Temnocinclis euripes McLean, 1989